# روبرتو رامباودی
روبرتو رامباودی (به ایتالیایی: Roberto Rambaudi) بازیکن فوتبال و اهل ایتالیا است که از سال ۱۹۹۴ میلادی عضو تیم ملی فوتبال ایتالیا بوده و در ۲ بازی ملی حضور داشته‌است. او در بازی‌های ملی‌اش گلی به ثمر نرساند.
روبرتو رامباودی آخرین بازی ملی خود را در سال ۱۹۹۴ میلادی انجام داد.